# Шененберг-Кибелберг
Шененберг-Кибелберг (њем. Schönenberg-Kübelberg) општина је у њемачкој савезној држави Рајна-Палатинат. Једно је од 98 општинских средишта округа Кузел. Према процјени из 2010. у општини је живјело 5.692 становника. Посједује регионалну шифру (AGS) 7336092.

## Географски и демографски подаци
Шененберг-Кибелберг се налази у савезној држави Рајна-Палатинат у округу Кузел. Општина се налази на надморској висини од 250 метара. Површина општине износи 18,7 km². У самом мјесту је, према процјени из 2010. године, живјело 5.692 становника. Просјечна густина становништва износи 305 становника/km².